# Formule 1 in 1969
Het Formule 1-seizoen 19 was het 20ste FIA Formula One World Championship seizoen. Het begon op 1 maart en eindigde op 19 oktober na elf races.
Jackie Stewart werd voor het eerst wereldkampioen met Matra, ingezet door Tyrrell. Het was het eerste wereldkampioenschap voor een Franse constructeur en het enige wereldkampioenschap met een chassis gebouwd in Frankrijk.
Na de Grand Prix van Monaco werden vleugels op het chassis verboden. Later zouden vleugels in een andere vorm wel terugkeren op de auto's.

## Kalender
| GP nr. | Ronde | Grand Prix                 | Circuit                    | Plaats                  | Datum        |
| ------ | ----- | -------------------------- | -------------------------- | ----------------------- | ------------ |
| 174    | 1     | GP van Zuid-Afrika         | Kyalami Grand Prix Circuit | Midrand                 | 1 maart      |
| 175    | 2     | GP van Spanje              | Montjuïc Circuit           | Barcelona               | 4 mei        |
| 176    | 3     | GP van Monaco              | Circuit de Monaco          | Monte Carlo             | 18 mei       |
| 177    | 4     | GP van Nederland           | Circuit Park Zandvoort     | Zandvoort               | 21 juni      |
| 178    | 5     | GP van Frankrijk           | Circuit de Charade         | Clermont-Ferrand        | 6 juli       |
| 179    | 6     | GP van Groot-Brittannië    | Silverstone Circuit        | Silverstone             | 19 juli      |
| 180    | 7     | GP van Duitsland           | Nürburgring Nordschleife   | Nürburg                 | 3 augustus   |
| 181    | 8     | GP van Italië              | Autodromo Nazionale Monza  | Monza                   | 7 september  |
| 182    | 9     | GP van Canada              | Mosport Park               | Bowmanville (Ontario)   | 20 september |
| 183    | 10    | GP van de Verenigde Staten | Watkins Glen International | Watkins Glen (New York) | 5 oktober    |
| 184    | 11    | GP van Mexico              | Magdalena Mixhuca Circuit  | Mexico-Stad             | 19 oktober   |

### Afgelast
De Grand Prix van België werd begin april afgelast omdat er geen investeringen werden gedaan om de veiligheid te verbeteren, de inspectie van het circuit door Jackie Stewart leverde ook een negatief oordeel op over de veiligheid.
| Ronde | Grand Prix    | Circuit                      | Plaats   | Originele datum |
| ----- | ------------- | ---------------------------- | -------- | --------------- |
| 4     | GP van België | Circuit de Spa-Francorchamps | Stavelot | 8 juni          |

## Resultaten en klassement

### Grands Prix
| Ronde | Grand Prix                 | Poleposition   | Snelste ronde           | Winnende coureur | Winnende constructeur | Banden | Verslag |
| ----- | -------------------------- | -------------- | ----------------------- | ---------------- | --------------------- | ------ | ------- |
| 1     | GP van Zuid-Afrika         | Jack Brabham   | Jackie Stewart          | Jackie Stewart   | Matra-Ford            | D      | Verslag |
| 2     | GP van Spanje              | Jochen Rindt   | Jochen Rindt            | Jackie Stewart   | Matra-Ford            | D      | Verslag |
| 3     | GP van Monaco              | Jackie Stewart | Jackie Stewart          | Graham Hill      | Lotus-Ford            | F      | Verslag |
| 4     | GP van Nederland           | Jochen Rindt   | Jackie Stewart          | Jackie Stewart   | Matra-Ford            | D      | Verslag |
| 5     | GP van Frankrijk           | Jackie Stewart | Jackie Stewart          | Jackie Stewart   | Matra-Ford            | D      | Verslag |
| 6     | GP van Groot-Brittannië    | Jochen Rindt   | Jackie Stewart          | Jackie Stewart   | Matra-Ford            | D      | Verslag |
| 7     | GP van Duitsland           | Jacky Ickx     | Jacky Ickx              | Jacky Ickx       | Brabham-Ford          | G      | Verslag |
| 8     | GP van Italië              | Jochen Rindt   | Jean-Pierre Beltoise    | Jackie Stewart   | Matra-Ford            | D      | Verslag |
| 9     | GP van Canada              | Jacky Ickx     | Jacky Ickx Jack Brabham | Jacky Ickx       | Brabham-Ford          | G      | Verslag |
| 10    | GP van de Verenigde Staten | Jochen Rindt   | Jochen Rindt            | Jochen Rindt     | Lotus-Ford            | F      | Verslag |
| 11    | GP van Mexico              | Jack Brabham   | Jacky Ickx              | Denny Hulme      | McLaren-Ford          | G      | Verslag |

### Puntentelling
Punten worden toegekend aan de top zes geklasseerde coureurs. 
| Positie | 01e0 | 02e0 | 03e0 | 04e0 | 05e0 | 06e0 |
| Punten  | 9    | 6    | 4    | 3    | 2    | 1    |

### Klassement bij de coureurs
De vijf beste resultaten van de eerste zes wedstrijden en de vier beste resultaten van de vijf laatste wedstrijden tellen mee voor de eindstand.
| Pos.                                                                                       | Coureur              | ZAF  | SPA    | MON    | NED  | FRA  | GBR | DUI  | ITA | CAN  | VST  | MEX | Punten |
| ------------------------------------------------------------------------------------------ | -------------------- | ---- | ------ | ------ | ---- | ---- | --- | ---- | --- | ---- | ---- | --- | ------ |
| 1                                                                                          | Jackie Stewart       | 1S   | 1      | DNFPS0 | 1S   | 1PS0 | 1S  | 2    | 1   | DNF  | DNF  | 4   | 63     |
| 2                                                                                          | Jacky Ickx           | DNF  | 6      | DNF    | 5    | 3    | 2   | 1PS0 | 10  | 1PS0 | DNF  | 2S  | 37     |
| 3                                                                                          | Bruce McLaren        | 5    | 2      | 5      | DNF  | 4    | 3   | 3    | 4   | 5    | DNS  | DNS | 26     |
| 4                                                                                          | Jochen Rindt         | DNF  | DNFPS0 |        | DNFP | DNF  | 4P  | DNF  | 2P  | 3    | 1PS0 | DNF | 22     |
| 5                                                                                          | Jean-Pierre Beltoise | 6    | 3      | DNF    | 8    | 2    | 9   | 12*  | 3S  | 4    | DNF  | 5   | 21     |
| 6                                                                                          | Denny Hulme          | 3    | 4      | 6      | 4    | 8    | DNF | DNF  | 7   | DNF  | DNF  | 1   | 20     |
| 7                                                                                          | Graham Hill          | 2    | DNF    | 1      | 7    | 6    | 7   | 4    | 9   | DNF  | DNF  |     | 19     |
| 8                                                                                          | Piers Courage        |      | DNF    | 2      | DNF  | DNF  | 5   | DNF  | 5   | DNF  | 2    | 10  | 16     |
| 9                                                                                          | Jo Siffert           | 4    | DNF    | 3      | 2    | 9    | 8   | 11*  | 8   | DNF  | DNF  | DNF | 15     |
| 10                                                                                         | Jack Brabham         | DNFP | DNF    | DNF    | 6    |      |     |      | DNF | 2S   | 4    | 3P  | 14     |
| 11                                                                                         | John Surtees         | DNF  | 5      | DNF    | 9    |      | DNF | DNS  | NC  | DNF  | 3    | DNF | 6      |
| 12                                                                                         | Chris Amon           | DNF  | DNF    | DNF    | 3    | DNF  | DNF |      |     |      |      |     | 4      |
| 13                                                                                         | Richard Attwood      |      |        | 4      |      |      |     | 61   |     |      |      |     | 3      |
| 14                                                                                         | Vic Elford           |      |        | 7      | 10   | 5    | 6   | DNF  |     |      |      |     | 3      |
| 15                                                                                         | Pedro Rodriguez      | DNF  | DNF    | DNF    |      |      | DNF |      | 6   | DNF  | 5    | 7   | 3      |
| 16                                                                                         | Silvio Moser         |      |        | DNF    | DNF  | 7    |     |      | DNF | DNF  | 6    | 11  | 1      |
| 17                                                                                         | Jackie Oliver        | 7    | DNF    | DNF    | DNF  |      | DNF | DNF  | DNF | DNF  | DNF  | 6   | 1      |
| 18                                                                                         | Johnny Servoz-Gavin  |      |        |        |      |      |     | DNF1 |     | 6    | NC   | 8   | 1      |
| 19                                                                                         | Sam Tingle           | 8    |        |        |      |      |     |      |     |      |      |     | 0      |
| 20                                                                                         | Pete Lovely          |      |        |        |      |      |     |      |     | 7    | DNF  | 9   | 0      |
| 21                                                                                         | John Miles           |      |        |        |      | DNF  | 10  |      | DNF | DNF  |      | DNF | 0      |
| —                                                                                          | Bill Brack           |      |        |        |      |      |     |      |     | NC   |      |     | 0      |
| —                                                                                          | Mario Andretti       | DNF  |        |        |      |      |     | DNF  |     |      | DNF  |     | 0      |
| —                                                                                          | Jo Bonnier           |      |        |        |      |      | DNF | DNF  |     |      |      |     | 0      |
| —                                                                                          | George Eaton         |      |        |        |      |      |     |      |     |      | DNF  | DNF | 0      |
| —                                                                                          | Peter de Klerk       | NC   |        |        |      |      |     |      |     |      |      |     | 0      |
| —                                                                                          | Basil van Rooyen     | DNF  |        |        |      |      |     |      |     |      |      |     | 0      |
| —                                                                                          | John Love            | DNF  |        |        |      |      |     |      |     |      |      |     | 0      |
| —                                                                                          | Derek Bell           |      |        |        |      |      | DNF |      |     |      |      |     | 0      |
| —                                                                                          | John Cordts          |      |        |        |      |      |     |      |     | DNF  |      |     | 0      |
| —                                                                                          | Al Pease             |      |        |        |      |      |     |      |     | DSQ  |      |     | 0      |
| —                                                                                          | Ernesto Brambilla    |      |        |        |      |      |     |      | DNS |      |      |     | 0      |
| Coureurs die geen recht op Formula 1-punten hadden omdat ze met Formule 2-wagens deelnamen |                      |      |        |        |      |      |     |      |     |      |      |     |        |
| —                                                                                          | Henri Pescarolo      |      |        |        |      |      |     | 5    |     |      |      |     |        |
| —                                                                                          | Kurt Ahrens Jr.      |      |        |        |      |      |     | 7    |     |      |      |     |        |
| —                                                                                          | Rolf Stommelen       |      |        |        |      |      |     | 8    |     |      |      |     |        |
| —                                                                                          | Peter Westbury       |      |        |        |      |      |     | 9    |     |      |      |     |        |
| —                                                                                          | Xavier Perrot        |      |        |        |      |      |     | 10   |     |      |      |     |        |
| —                                                                                          | François Cevert      |      |        |        |      |      |     | DNF  |     |      |      |     |        |
| —                                                                                          | Gerhard Mitter       |      |        |        |      |      |     | DNS  |     |      |      |     |        |
| —                                                                                          | Hubert Hahne         |      |        |        |      |      |     | DNS  |     |      |      |     |        |
| —                                                                                          | Dieter Quester       |      |        |        |      |      |     | DNS  |     |      |      |     |        |
| —                                                                                          | Hans Herrmann        |      |        |        |      |      |     | DNS  |     |      |      |     |        |
| Pos.                                                                                       | Coureur              | ZAF  | SPA    | MON    | NED  | FRA  | GBR | DUI  | ITA | CAN  | VST  | MEX | Punten |

| Resultaat                       |
| ------------------------------- |
| Winnaar                         |
| Tweede plaats                   |
| Derde plaats                    |
| Gefinisht (punten behaald)      |
| Gefinisht (geen punten behaald) |
| Niet geklasseerd (NC)           |
| Uitgevallen (DNF)               |
| Niet gekwalificeerd (DNQ)       |
| Gediskwalificeerd (DSQ)         |
| Niet gestart (DNS)              |
| Gewond (INJ)                    |
| Uitgesloten (EX)                |
| Teruggetrokken (WD)             |
| Niet deelgenomen (blanco cel)   |
| P Pole position                 |
| S Snelste ronde                 |

- * Formule 2-wagens bezetten in de Grand Prix van Duitsland de posities vijf tot en met tien, maar deze rijders kwamen niet in aanmerking voor punten. De punten voor de vijfde en zesde plaats werden bijgevolg uitgereikt aan de rijders op de elfde en twaalfde plaats.
- 1 Formule 2-wagen

### Klassement bij de constructeurs
Alleen het beste resultaat per race telt mee voor het kampioenschap.
De vijf beste resultaten van de eerste zes wedstrijden en de vier beste resultaten van de vijf laatste wedstrijden tellen mee voor de eindstand, resultaten die tussen haakjes staan telden daarom niet mee voor het kampioenschap. Bij "Punten" staan de getelde kampioenschapspunten gevolgd door de totaal behaalde punten tussen haakjes.
| Pos. | Constructeur    | ZAF  | SPA    | MON    | NED | FRA  | GBR | DUI  | ITA | CAN  | VST  | MEX  | Punten  |
| ---- | --------------- | ---- | ------ | ------ | --- | ---- | --- | ---- | --- | ---- | ---- | ---- | ------- |
| 1    | Matra-Ford      | 1S   | 1      | DNFPS0 | 1S  | 1PS0 | 1S  | 2    | 1S  | 4    | NC   | 4    | 66      |
| 2    | Brabham-Ford    | DNFP | 6      | 2      | 5   | 3    | 2   | 1PS0 | (5) | 1PS0 | 2    | 2PS0 | 49 (51) |
| 3    | Lotus-Ford      | 2    | DNFPS0 | 1      | 2P  | 6    | 4P  | 4    | 2P  | 3    | 1PS0 | 9    | 47      |
| 4    | McLaren-Ford    | 3    | 2      | (5)    | 4   | 4    | 3   | 3    | 4   | 5    | DNF  | 1    | 38 (40) |
| 5    | BRM             | 7    | 5      | DNF    | 9   |      | DNF | DNF  | NC  | NC   | 3    | 6    | 7       |
| 6    | Ferrari         | DNF  | DNF    | DNF    | 3   | DNF  | DNF |      | 6   | DNF  | 5    | 7    | 7       |
| 7    | Cooper-Maserati |      |        | 7      |     |      |     |      |     |      |      |      | 0       |
| 8    | Brabham-Repco   | 8    |        |        |     |      |     |      |     |      |      |      | 0       |
| —    | Brabham-Climax  |      |        |        |     |      |     |      |     | DNF  |      |      | 0       |
| —    | Eagle-Climax    |      |        |        |     |      |     |      |     | DSQ  |      |      | 0       |
| Pos. | Constructeur    | ZAF  | SPA    | MON    | NED | FRA  | GBR | DUI  | ITA | CAN  | VST  | MEX  | Punten  |

| Resultaat                       |
| ------------------------------- |
| Winnaar                         |
| Tweede plaats                   |
| Derde plaats                    |
| Gefinisht (punten behaald)      |
| Gefinisht (geen punten behaald) |
| Niet geklasseerd (NC)           |
| Uitgevallen (DNF)               |
| Niet gekwalificeerd (DNQ)       |
| Gediskwalificeerd (DSQ)         |
| Niet gestart (DNS)              |
| Gewond (INJ)                    |
| Uitgesloten (EX)                |
| Teruggetrokken (WD)             |
| Niet deelgenomen (blanco cel)   |
| P Pole position                 |
| S Snelste ronde                 |

1950 · 1951 · 1952 · 1953 · 1954 · 1955 · 1956 · 1957 · 1958 · 1959 · 1960 · 1961 · 1962 · 1963 · 1964 · 1965 · 1966 · 1967 · 1968 · 1969 · 1970 · 1971 · 1972 · 1973 · 1974 · 1975 · 1976 · 1977 · 1978 · 1979 · 1980 · 1981 · 1982 · 1983 · 1984 · 1985 · 1986 · 1987 · 1988 · 1989 · 1990 · 1991 · 1992 · 1993 · 1994 · 1995 · 1996 · 1997 · 1998 · 1999 · 2000 · 2001 · 2002 · 2003 · 2004 · 2005 · 2006 · 2007 · 2008 · 2009 · 2010 · 2011 · 2012 · 2013 · 2014 · 2015 · 2016 · 2017 · 2018 · 2019 · 2020 · 2021 · 2022 · 2023 · 2024 · 2025 · 2026 
 Lijst van Formule 1 Grand Prix-wedstrijden